# Anton Šťastný
Anton Šťastný (* 5. srpna 1959 Bratislava) je bývalý československý a slovenský hokejový útočník.

## Hráčská kariéra
S hokejem začínal ve Slovanu Bratislava, kde působil s bratry Mariánem a Peterem. V Bratislavě odehrál 3 sezony mezi roky 1977 a 1980.
Byl draftován v amatérském draftu v roce 1978 ve 12. kole, celkově 198. týmem Philadelphia Flyers. Po druhé byl draftován v roce 1979 ve 4. kole, celkově 83. týmem Québec Nordiques.
V Québecu odehrál 9 sezon mezi roky 1980 a 1989. Poslední sezonu v NHL (1988/89) odehrál v Québecu a v AHL v týmu Halifax Citadels. Sezonu 1989/90 hrál ve švýcarské lize v týmu Fribourg-Gottéron, kdy se probojovali do play off, ale skončili hned v 1. kole. Ve švýcarské lize zůstal 2 sezony v týmu EHC Olten. Sezonu 1992/93 se rozhodl vynechat. Jeho poslední sezonu v kariéře (1993/94) strávil v Bratislavě, kde s hokejem začínal.

## Zajímavosti
Je nejmladší z bratrů Šťastných (Vladimír Šťastný,Peter Šťastný a Marián Šťastný). V roce 1980 s bratrem Peterem emigrovali do Kanady.
Byl jako jediný z bratrů draftován v NHL.
Hokejovou kariéru ukončil na začátku roku 1994 v přípravném zápase, když srazil krosčekem rozhodčího. Dostal osmiměsíční distanc, poté se rozhodl ukončit kariéru.

## Ocenění a úspěchy
- 1978 MEJ – All-Star Tým
- 1979 ČSHL – All-Star Tým

## Prvenství
- Debut v NHL – 9. října 1980 (Calgary Flames proti Quebec Nordiques)
- První gól v NHL – 14. října 1980 (Colorado Rockies proti Quebec Nordiques, kanadskému brankáři Al Smith)
- První asistence v NHL – 10. října 1980 (Edmonton Oilers proti Quebec Nordiques)
- První hattrick v NHL – 20. února 1981 (Vancouver Canucks proti Quebec Nordiques)

## Klubová statistika
| Sezóna       | Klub                    | Soutěž       |     | Základní část | Základní část | Základní část | Základní část | Základní část |    | Play off | Play off | Play off | Play off | Play off |
| Sezóna       | Klub                    | Soutěž       | Z   | G             | A             | B             | TM            | Z             | G  | A        | B        | TM       |          |          |
| 1977/78      | Slovan CHZJD Bratislava | ČSHL         | 44  | 19            | 17            | 36            | 22            | —             | —  | —        | —        | —        |          |          |
| 1978/79      | Slovan CHZJD Bratislava | ČSHL         | 44  | 32            | 19            | 51            | 38            | —             | —  | —        | —        | —        |          |          |
| 1979/80      | Slovan CHZJD Bratislava | ČSHL         | 40  | 30            | 30            | 60            | 33            | —             | —  | —        | —        | —        |          |          |
| 1980/81      | Quebec Nordiques        | NHL          | 80  | 39            | 46            | 85            | 12            | 5             | 4  | 3        | 7        | 2        |          |          |
| 1981/82      | Quebec Nordiques        | NHL          | 68  | 26            | 46            | 72            | 16            | 16            | 5  | 10       | 15       | 10       |          |          |
| 1982/83      | Quebec Nordiques        | NHL          | 79  | 32            | 60            | 92            | 25            | 4             | 2  | 2        | 4        | 0        |          |          |
| 1983/84      | Quebec Nordiques        | NHL          | 69  | 25            | 37            | 62            | 14            | 9             | 2  | 5        | 7        | 7        |          |          |
| 1984/85      | Quebec Nordiques        | NHL          | 79  | 38            | 42            | 80            | 30            | 16            | 3  | 3        | 6        | 6        |          |          |
| 1985/86      | Quebec Nordiques        | NHL          | 74  | 31            | 43            | 74            | 19            | 3             | 1  | 1        | 2        | 0        |          |          |
| 1986/87      | Quebec Nordiques        | NHL          | 77  | 27            | 35            | 62            | 8             | 13            | 3  | 8        | 11       | 6        |          |          |
| 1987/88      | Quebec Nordiques        | NHL          | 69  | 27            | 45            | 72            | 14            | —             | —  | —        | —        | —        |          |          |
| 1988/89      | Quebec Nordiques        | NHL          | 55  | 7             | 30            | 37            | 12            | —             | —  | —        | —        | —        |          |          |
| 1989/90      | Fribourg-Gottéron       | NLA          | 36  | 25            | 24            | 49            | —             | 3             | 3  | 4        | 7        | —        |          |          |
| 1990/91      | EHC Olten               | NLA          | 27  | 26            | 14            | 40            | 88            | 10            | 10 | 16       | 26       | —        |          |          |
| 1991/92      | EHC Olten               | NLA          | 33  | 20            | 18            | 38            | 63            | —             | —  | —        | —        | —        |          |          |
| 1993/94      | HC Slovan Bratislava    | SHL          | 11  | 6             | 8             | 14            | 2             | —             | —  | —        | —        | —        |          |          |
| Celkem v NHL | Celkem v NHL            | Celkem v NHL | 650 | 252           | 384           | 636           | 150           | 66            | 20 | 32       | 52       | 31       |          |          |

## Reprezentace
| Rok                       | Tým                       | Soutěž                    | Z  | G  | A | B  | TM |
| ------------------------- | ------------------------- | ------------------------- | -- | -- | - | -- | -- |
| 1977                      | Československo 18         | ME-18                     | 6  | 6  | 2 | 8  | 0  |
| 1978                      | Československo 20         | MSJ                       | 6  | 4  | 2 | 6  | 4  |
| 1979                      | Československo            | MSJ                       | 6  | 3  | 4 | 7  | 6  |
| 1979                      | Československo            | MS                        | 8  | 5  | 1 | 6  | 2  |
| 1980                      | Československo            | OH                        | 6  | 4  | 4 | 8  | 2  |
| Juniorská kariéra celkově | Juniorská kariéra celkově | Juniorská kariéra celkově | 18 | 10 | 8 | 18 | 10 |
| Seniorská kariéra celkově | Seniorská kariéra celkově | Seniorská kariéra celkově | 14 | 9  | 5 | 14 | 4  |